# Блумінг-Гроув (Вісконсин)
Блумінг-Гроув (англ. Blooming Grove) — місто (англ. town) в США, в окрузі Дейн штату Вісконсин. Населення — 1622 особи (2020).

## Демографія
Згідно з переписом 2010 року, у місті мешкало 1815 осіб у 789 домогосподарствах у складі 465 родин. Було 830 помешкань
Расовий склад населення:
| - 86,8 % — білих - 5,0 % — чорних або афроамериканців - 2,1 % — азіатів - 0,7 % — корінних американців - 0,1 % — вихідців з тихоокеанських островів - 2,3 % — осіб інших рас |

До двох чи більше рас належало 3,0 %. Частка іспаномовних становила 6,4 % від усіх жителів.
За віковим діапазоном населення розподілялося таким чином: 18,0 % — особи молодші 18 років, 69,9 % — особи у віці 18—64 років, 12,1 % — особи у віці 65 років та старші. Медіана віку мешканця становила 41,5 року. На 100 осіб жіночої статі у місті припадало 102,8 чоловіків;  на 100 жінок у віці від 18 років та старших — 103,0 чоловіків також старших 18 років.
Середній дохід на одне домашнє господарство  становив 76 332 долари США (медіана — 65 882), а середній дохід на одну сім'ю — 88 091 долар (медіана — 84 792). Медіана доходів становила 55 608 доларів для чоловіків та 44 088 доларів для жінок. За межею бідності перебувало 12,1 % осіб, у тому числі 23,4 % дітей у віці до 18 років та 5,6 % осіб у віці 65 років та старших.
Цивільне працевлаштоване населення становило 1092 особи. Основні галузі зайнятості: освіта, охорона здоров'я та соціальна допомога — 19,8 %, роздрібна торгівля — 12,1 %, науковці, спеціалісти, менеджери — 10,3 %, мистецтво, розваги та відпочинок — 9,8 %.